# Monticello, Missouri
Monticello är administrativ huvudort i Lewis County i Missouri. Orten har fått sitt namn efter Thomas Jeffersons herrgård Monticello. Monticello grundades år 1833 som countyts huvudort och det nuvarande domstolshuset är från år 1875.